# Vieillevie
Vieillevie település Franciaországban, Cantal megyében. Lakosainak száma 104 fő (2022. január 1.). Vieillevie Le Fel, Sénergues, Cassaniouze, Junhac, Montsalvy és Conques-en-Rouergue községekkel határos.

## Népesség
A település népessége az elmúlt években az alábbi módon változott:
| Lakosok száma | 213  | 197  | 146  | 115  | 111  | 111  | 111  | 108  | 107  | 104  |
|               | 1968 | 1982 | 1990 | 2006 | 2013 | 2015 | 2017 | 2019 | 2020 | 2022 |